# Siły NATO w Polsce

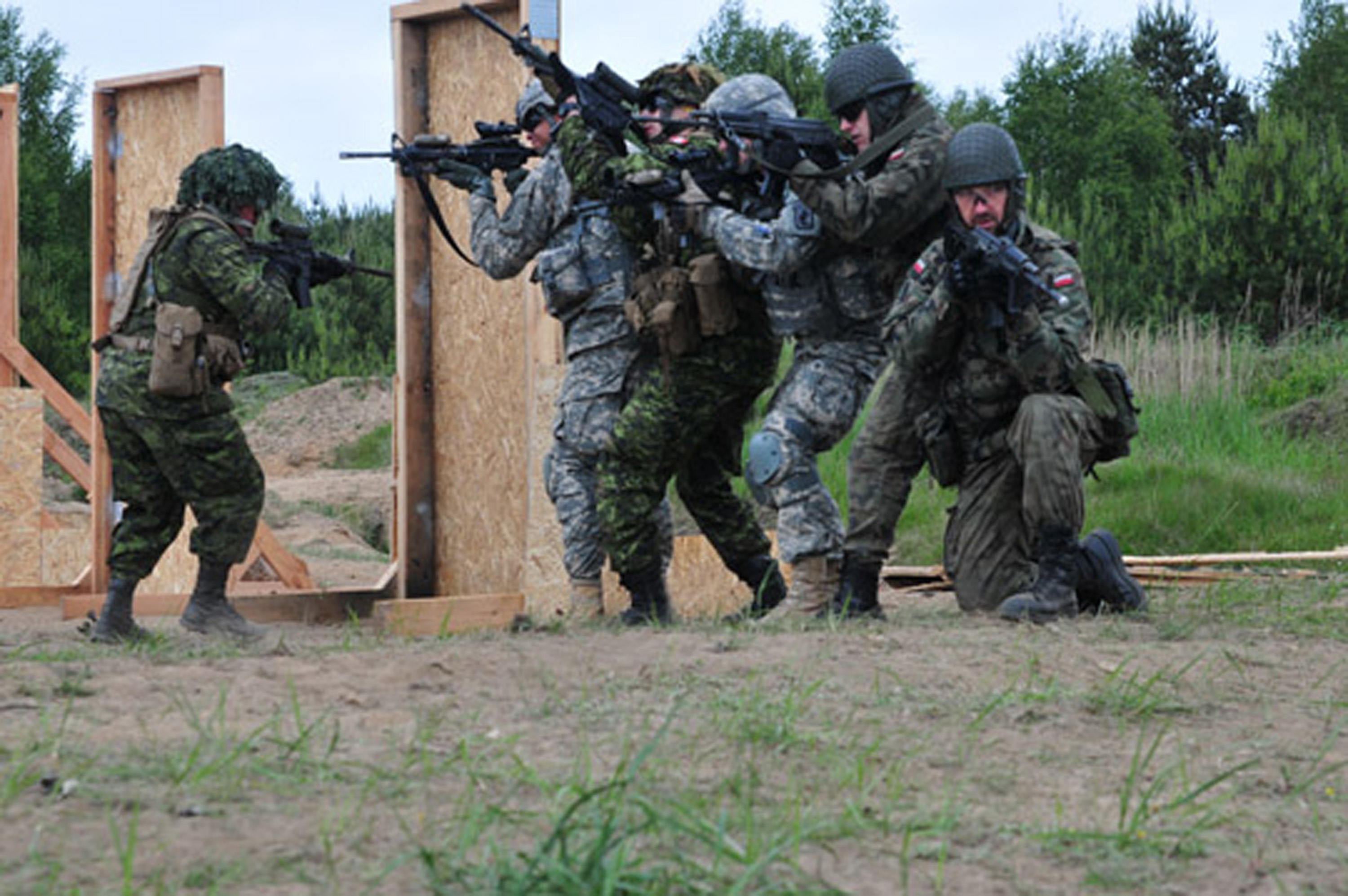
Spadochroniarze NATO odbywają międzynarodowe szkolenie w Polsce w 2014 roku

Siły NATO w Polsce składają się z jednostek polskich (Polska przystąpiła do NATO w 1999 roku) i sojuszniczych.
Siły polskie to:
- MNC NE (Wielonarodowy Korpus Północno-Wschodni w Szczecinie) – utworzony w 1999,
- JFTC (Centrum Szkolenia Sił Połączonych NATO w Bydgoszczy) – utworzone w 2004,
- 3NSB (3 Batalion Łączności NATO w Bydgoszczy) – od 2010,
- MP COE (Centrum Eksperckie Policji Wojskowej NATO w Bydgoszczy) – od 2013,
- NFIU (Grupa Integracyjna Sił NATO w Bydgoszczy) – od 2015,
- CI COE (Centrum Eksperckie Kontrwywiadu NATO w Krakowie) – od 2017.

Pierwsze jednostki sojusznicze NATO stacjonujące na terytorium III RP pojawiły się w 2017 roku (wcześniej jednostki sojusznicze nie stacjonowały na terytorium Polski, aczkolwiek brały udziały w ćwiczeniach wojskowych, np. ćwiczenia Anaconda, Dragon czy Noble Jump w połowie lat 2010.; ćwiczenia takie odbywają się w następnej dekadzie, np. Defender Europe w 2020 roku). Jednostki sojusznicze są zgrupowane jako
- MND NE (Wielonarodowa Dywizja Północny Wschód MNDNE w Elblągu) – od 2017 roku[1]. W jej skład wchodzą żołnierze z: Polski, Czech, Estonii, Hiszpanii, Kanady, Litwy, Łotwy, Niemiec, Rumunii, Turcji, Stanów Zjednoczonych, Węgier, Wielkiej Brytanii oraz Słowacji[4].
- jednostki eFP (NATO Forward Presence, Wzmocniona Wysunięta Obecność)[1]

W 2019 roku wielkość jednostek sojuszniczych w Polsce była oceniania na około 5000 osób, zaś w 2023 całkowitą liczebność żołnierzy z innych państw członkowskich NATO na terenie Polski oszacowano na około 12 tysięcy.
W 2020 roku wzmocnienie sił NATO w Polsce zostało krytykowane przez Rosję.